# Катовице-Пётровице
Катовице-Пётровице (пол. Katowice Piotrowice) — остановочный пункт в городе Катовице (расположен в дзельнице Пётровице), в Силезском воеводстве Польши. Имеет 3 платформы и 3 пути.
Остановочный пункт на железнодорожной линии Катовице — Звардонь, построен в 1895 году, когда эта территория была в составе Германской империи.